# Corynabutilon ceratocarpum
Corynabutilon ceratocarpum là một loài thực vật có hoa trong họ Cẩm quỳ. Loài này được (Hook. & Arn.) Kearney mô tả khoa học đầu tiên năm 1949.